# Мерефа
Мере́фа, (МФА: [meˈrɛfɐ] ( прослухати); на радянських картах у період з 1925 до 1939 рр. позначалась як Мере́хва ) — місто в Україні, у Харківському районі Харківської області, центр Мереф'янської громади. Третє за населенням у Харківському районі після м. Харків та смт Пісочин. Промислові підприємства — скляний (нині Мереф'янська скляна компанія), нафтопереробний і цегельний заводи. У місті розташований телеретранслятор, кінотеатр, лікарня.

## Географія

Залізнична станція Мерефа

Місто Мерефа розташоване на річці Мерефа в місці впадання її в річку Мжа (ліва притока). На території міста в річку Мерефа впадає річка Ржавчик (ліва притока). Вище за течією річки Мерефа примикає місто Південне. Вище за течією річки Мжа примикає смт Утківка. На протилежному березі річки Мжа розташоване селище Селекційне. За 1 км від міста розташоване село Нижня Озеряна. Через місто проходять автомобільна дорога М18 (E105) і залізниця, станції Мерефа та Артемівка. До міста примикає кілька лісових масивів (дуб), у тому числі ліс Великий Бір. Місто розташоване за 10 км на південний схід від Харкова. На півночі межує із містом Південне.

## Назва
Дослідження етимологів не дійшли кінцевого висновку, проте вважається що назва постала від праслов'янського «mьrRs» — (укр. меркнути), похідними якого є українське мерехтіти («миготіти; ледь виднітися»). Іншою версією є гідронімічна від «мерёча» (укр. лісові хащі; густий чагарник у заболоченій низині), в основі якого праслов'янське «merRja» (укр. заболочене місце). Серед аналогій також мерещитися («ввижатися») пов'язане з коренем ме́река («марення, привид») похідне від праслов'янського «morkъ» (укр. морок).[неякісне джерело]

## Історія

### До XX сторіччя

Мерефа на мапі 1783 року

Поселення, яке передувало виникненню Мерефи, було засноване 1595 року. Протягом XVII та першої половини XVIII ст. поселення було опорним пунктом оборони від татарських набігів.
Наприкінці XVII та на початку XVIII століть в Мерефі була побудована земляна фортеця. Ще в середині XIX століття залишки фортеці були помітними. Зі сходу вона захищалася болотом, а з заходу річкою Мерефа. Площа фортеці в довжині зі сходу на захід простягалась на 130 сажнів, а завширшки з півночі на південь на 75 сажнів. На її башті розміщувалася гармата. У 1785 році фортеця в такому вигляді: «Фортеця зроблена у стародавні часи, навколо неї земляний вал, висотою від горизонту в 3 сажні з половиною, а завширшки 6 сажень, у кожному куті встановлено по чавунної гарматі. У тій фортеці церква дерев'яна в ім'я Миколи Чудотворця, при ній училище, у якому навчаються російської грамоти вільні люди, у цій ж фортеці магазин для зсипання хліба».
У Чугуївських паперах згадується про напади татар на Мерефу в 1668, 1675 і в 1688 роках, але обставини нападів не показані. Досить повні відомості дійшли про лихо, яке зазнала Мерефа від татар в 1711 році.
У серпні 1668 року гетьман Петро Дорошенко вислав проти слобожан 1000 татар з мурзою і 2000 полтавських козаків з їх полковником Костянтином Кублицьким. Вони спустошили Мерефу, Васищеве та чугуївські села.
1668 року Іван Сірко заснував біля Мерефи хутір, який потім відійшов як спадщина його доньці. Вона вийшла заміж за Івана Артемова, хутір отримав назву Артемівки, який став в 1928 році складовою частиною міста.
В 1672 році коли турки брали Кам'янець, полковник Донець-Захаржевський, який все літо стояв під Колонтайовим, розбив під Мерефою татарську орду та взяв у полон її керманича.
У 1693 році Нураддін Султан з 15 000-м татарським загоном і з загонами яничарів спустошив землі Харківського полку полонивши при цьому багатьох мешканців, їх загони були в самій Мерефі.
У 1711 році Мерефа була взята штурмом спільним загоном татар та запорожців, що діяли у рамках походу Пилипа Орлика проти російської влади.
До 1765 року Мерефа — сотенне містечко Харківського полку (місцевими сотниками у XVIII столітті були представники козацького роду Щербин). Містечко мало власну символіку: сотенний прапор (з зображенням Святого Апостола Петра) і сотенну печатку (з зображенням серця, увінчаного хрестом і пробитого навхрест шаблею та стрілою).
З 1765 року в Мерефі розташовувалося комісарське управління. У 1780 році Мерефа отримує статус слободи. Мерефа в той час була третім за кількістю населення населеним пунктом Харківського повіту, поступаючись лише військовій слободі Дергачі з населенням 2387 чоловік та казенному селищу Липці з населенням 1628 чоловік.
Після реформ які відбулися у 60-х роках XIX ст. починається швидкий розвиток промисловості, у тому числі й в Мерефі. У 1867 році через Мерефу прокладена залізниця, яка зв'язала центральні області Росії з Півднем. Це також сприяло прискоренню розвитку промисловості в Мерефі. Наприкінці XIX ст. в Мерефі засновано два великих підприємства: склозавод та Артемівський спиртзавод.
За даними на 1864 рік у казенній слободі, центрі Мереф'янської волості Харківського повіту мешкало 3997 осіб (1962 чоловічої статі та 2035 — жіночої), налічувалось 645 дворових господарств, існували 2 православні церкви, відбувалось 4 щорічних ярмарки та базари.
14 листопада 1871 року Харківським товариством поширення у народі грамотності була відкрита у селі одна з перших у Східній Україні безплатна народна бібліотека. Однак, через недбалість її завідувачів, бібліотека проіснувала недовго і зникла безслідно.
В 1898 в Мерефі знайшли скарб, який містив: 2060 срібних копійок Петра I та 156 срібних монет польського короля Сигизмунда III.

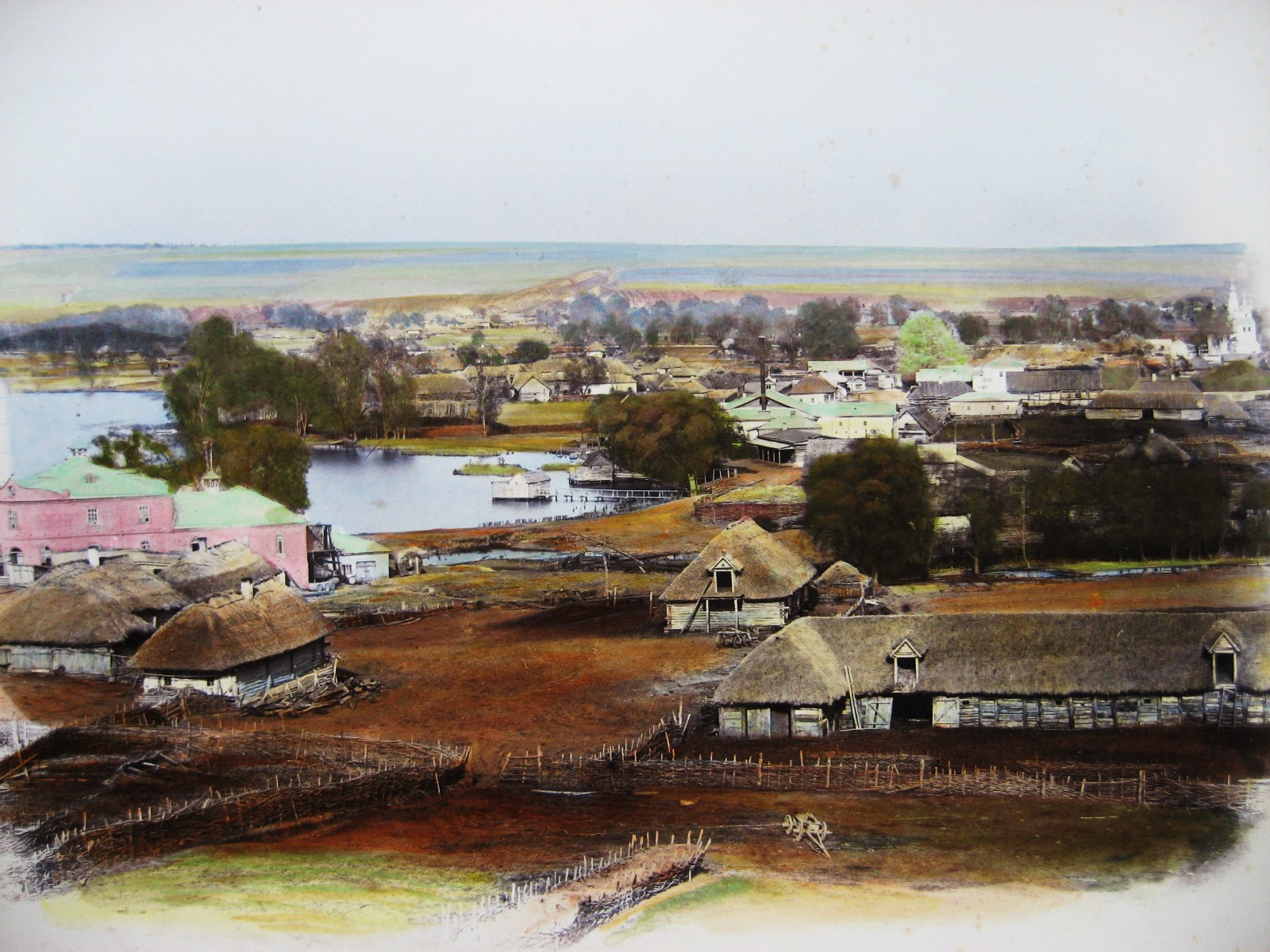
Село Артемівка. На світлині можна побачити садибу (будівля рожевого кольору) Едуарда Борткевича, власника скляного та спиртового заводів в Артемівці. Світлина з альбому «Видов Курско-Харьковско-Азовской железной дороги».1885-1888 рр.
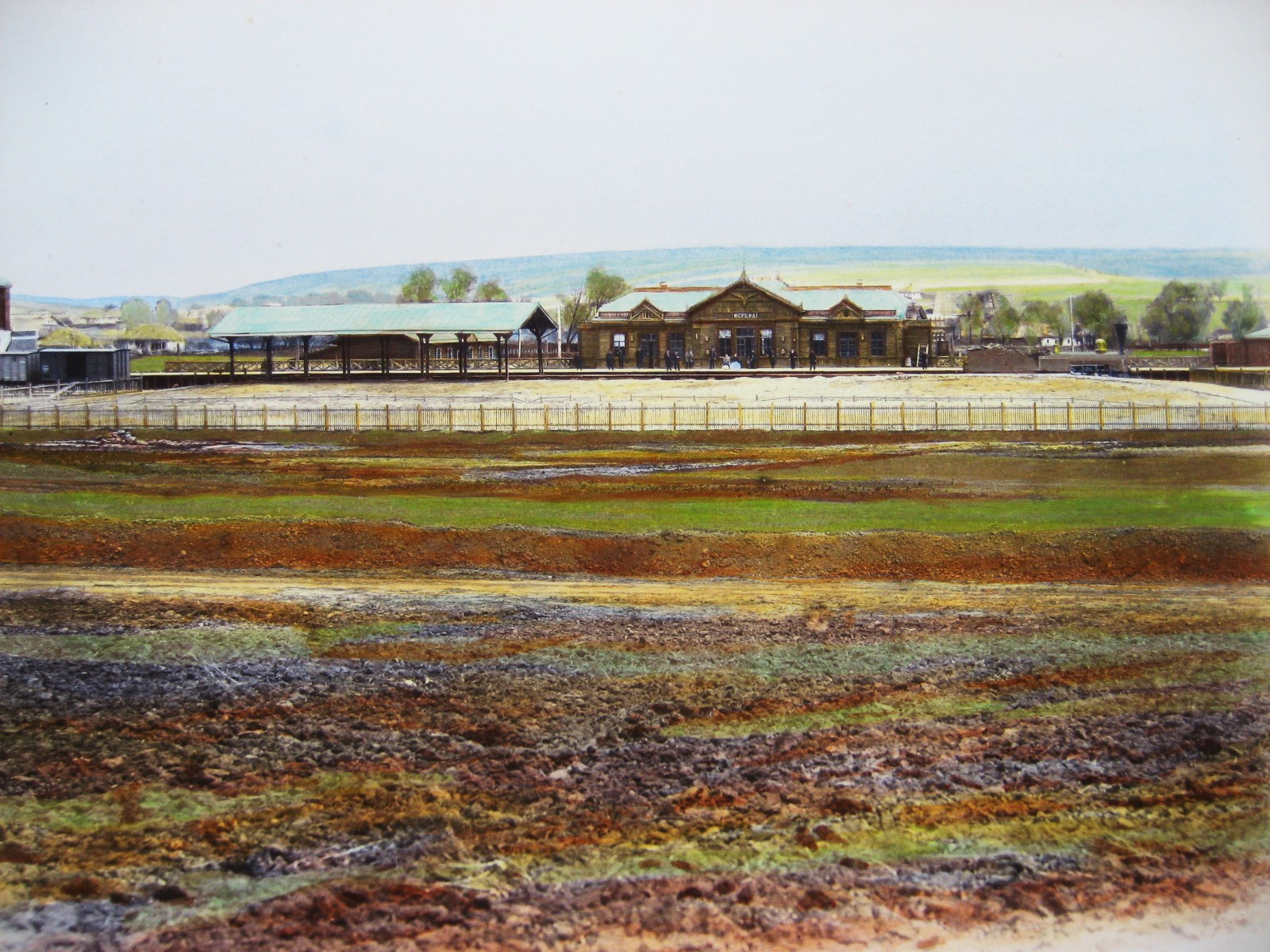
Станція Мерефа. Світлина з альбому «Видов Курско-Харьковско-Азовской железной дороги». 1885—1888 рр.

### Початок XX сторіччя
Станом на 1914 рік кількість мешканців зросла до 7950 осіб.
У XIX столітті в місті було, реальне училище, земська лікарня. До 1917 року скляний завод був придбаний Мівінгіфським акціонерним товариством. Після революції та громадянської війни в місті встановлюється радянська влада. За період індустріалізації СРСР в Мерефі появилися нові підприємства та реконструювалися існуючі. У повоєнний час було зведено кілька шкіл, лікарня, клуби, дитячі садки.

#### Бельгійський стадіон

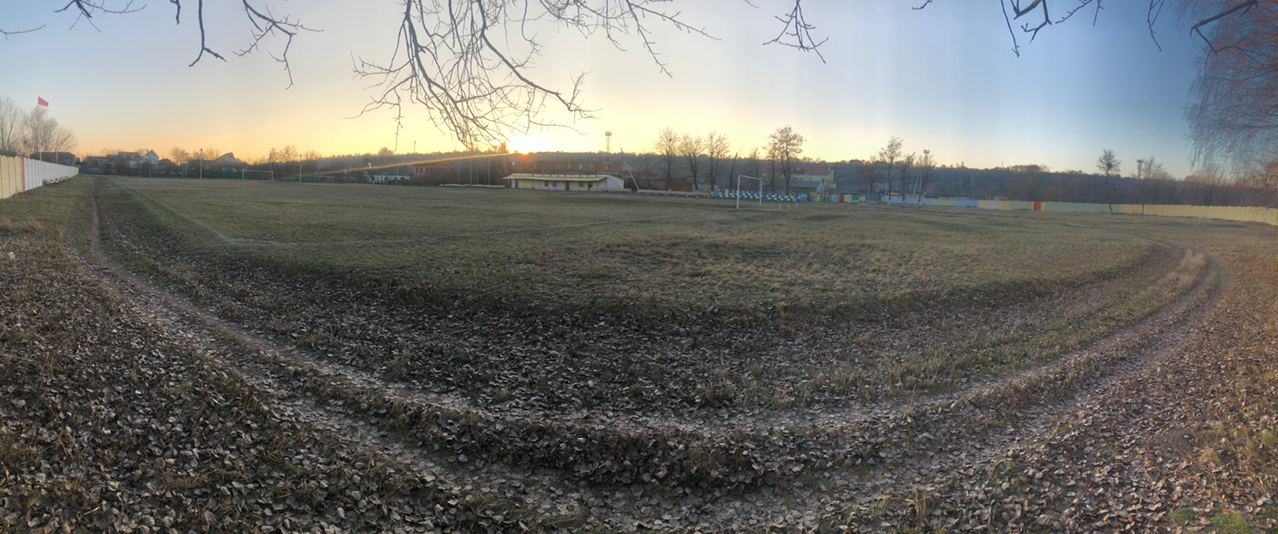
Сучасний вигляд стадіону. Світлина 2020 року.

Продаючи Бельгійському Лівенгофському товариству Артемівський склозавод, Борткевичі тим самим відмовились від скляного виробництва в Мерефі.
Нові власники почали реконструкцію. З Бельгії та Франції були відряджені інженери та майстри скляного виробництва. Для них були побудовані триповерхові будинки, які в народі назвали «бельгійськими». Паралельно з будівництвом будинків почали будувати і стадіон з футбольним полем. Місце для забудови вибрали недалеко від заводу, в протилежному боці від житлових будинків на правому березі річки Мерефа. Розташування перспективної ділянки знаходилось в низині, і під час паводків вода підтоплювала її. Стало зрозуміло що починати треба з будівництва дренажної системи для відводу ґрунтових вод. Через нерівну місцевість паралельно з дренажними роботами підсипали ґрунт, для чого наймали мереф'ян з возами. Дренажна система стадіону складалась з канав глибиною від метра до півтора, засипані гравієм, піском та чорноземом. Система, не звертаючи уваги на солідний вік стадіону, служить і дотепер.
У травні 1912 року стадіон було відкрито і вперше відбувся матч команди Артемівського склозаводу супроти Будянського фаянсового. Будянці були вдягнені в форму з натурального шовку смарагдово-зеленого кольору. Скромніше виглядали мереф'яни у своїй чорній формі. Судив матч син господаря фарфорових заводів Росії, голова футбольних арбітрів Харкова — Кузнєцов. Капітаном був Олександр Андрійович Шандіцев. Мереф'яни перемогли того дня. Футболісти склозаводу протягом багатьох років брали участь у різноманітних матчах та зустрічались з взірцевими командами Харкова такими як: «Штурм», «Вікторія» та ін. В Харківську лігу команда не входила і такі матчі вважались лише товариськими. Хоча на приміському рівні мереф'яни були на висоті.
У 1916 році футбольна команда припинила існування, а Бельгія була окупована німцями, проходили постійні мобілізації. Лише тільки у 1923 році, після перезавантаження склозаводу, який зупинився в процесі розпаду Російської імперії та подальшої війни, футбольну команду в Мерефі вдалось відродити.

### У період 1917—1921 років
У квітні 1917 року в слободі було засновано «Просвіту». 222 члени. Засновник — М. Лила, голова — Р. М. Нечипоренко. За рік — 7 загальних зборів.
7 квітня 1918 року до Мерефи увійшли підрозділи Німецької армії. Після заняття Люботина командир Запорізького корпусу Армії УНР полковник Петро Болбочан, бажаючи зберегти величезні склади військового майна в Мерефі від розграбування німцями, вислав туди загін який зайняв місто і взяв склади під свою охорону

#### Бій 6 січня 1919 року

Валентин Сім'янців, учасник «різдвяного бою» під Мерефою, автор спогадів. Світлина 1920 року.

3 січня 1919 року в ході повномасштабного більшовицького наступу на Українську Народну Республіку війська Антонова-Овсієнка увійшли до Харкова. Подальша перспектива наступу більшовиків на південь була відкрита. Далі, за їхніми планами, армія повинна була вийти до Катеринослава. 6 січня 1919 року більшовицька армія розбила спроби контрнаступу військ УНР та захопила Мерефу. Армія УНР поступово відступила з Лівобережжя. Документів стосовно перебігу бойових дій не збереглось, але є спогади козака Дієвої Армії УНР Валентина Сім'янцева та підполковника Степана Самійленко у яких відстежується певна хронологія бою. Нарис більшовика Дибенка у «Літописі революції» стосовно подій 6 січня збігається зі спогадами УНРівців, хоча й з доповненнями.
6 січня 1919 року в селі Артемівка (нині місто Мерефа) відбувся бій між більшовиками та Армією Української Народної Республіки, подальший успішний наступ «червоних» на слободу Мерефу.. Поступовий відступ військ Директорії УНР з Лівобережжя. Це був останній період перебування української влади в Мерефі під час «Національно-визвольних змагань» 1917—1921 рр. Друга окупація слободи більшовиками.
22 червня 1919 року, Збройні сили Півдня Росії, а саме перший батальйон другого полку 3-ї Дроздовської стрілецької дивізії (кольорові) під командуванням А. В. Туркула окупує Мерефу
Радянська влада втретє повернулась в Мерефу у грудні 1919 року. ЗСПР протримались у слободі майже шість місяців..

### Після Першої світової війни
1928 року Мерефа отримала статус міста.
Під час організованого радянською владою Голодомору 1932—1933 років померло щонайменше 669 жителів міста.

### Друга світова війна
У жовтні 1941 року Мерефу окупували німецькі війська. У травні 1942 року в околицях Мерефи тривали важкі бої, що відомі в історії під назвою Харківська операція 1942 (операція «Фредерікус»). Внаслідок прорахунків командування тоді потрапили в оточення й загинули та потрапили в полон десятки тисяч солдатів і офіцерів Червоної армії.
Місто переходило з рук у руки декілька разів, остаточно Мерефу звільнили від німецьких військ 5 вересня 1943 року.
В 1945 році створена бджолостанція і школа бджолярів, яка протягом десятиліть була однією з найавторитетніших в СРСР і провідних в Україні.

### Післявоєнний період

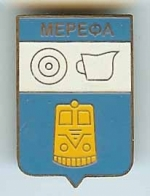
Герб Мерефи радянських часів

В 1952 році від Мерефи до Харкова запущена електричка.
В 1946—1959 роках побудовані: цегельний завод, меблева фабрика, великий хлібзавод, «шовкостанція» та стадіон в селищі Селекційне.
В 1970-х з Харкова на територію Мерефи переведений інститут баштанництва АН СРСР. Побудовані корпуси науково-дослідного інституту, інфраструктура селища Селекційне.
В 1965—1975 роках збудовано завод ЗБВ, завод залізничних опор, радіорелейний завод, взуттєва фабрика та палац культури в селищі Селекційне.
6 листопада 1977 року був відкритий міський будинок культури.

### Від початку незалежності України
В 1992—1996 роках футбольний клуб «Авангард» міста Мерефи виступав в загальнонаціональному чемпіонаті України (третя і друга ліга в 1996/97) на правах команди, яка виграла чемпіонат Харківської області з футболу (4 рази підряд), і займаючи призові місця в перехідних турнірах.

### Російське вторгнення в Україну

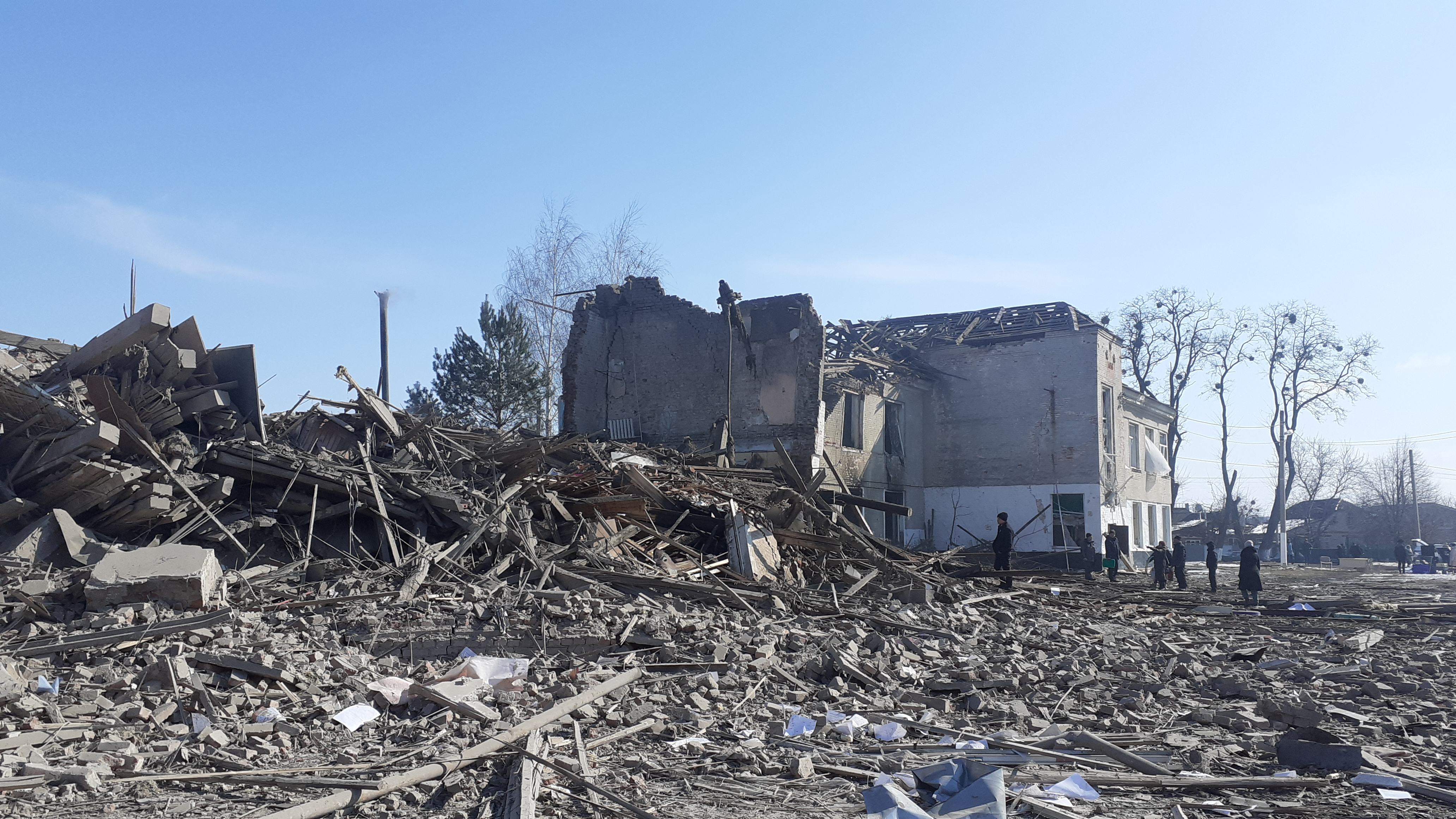
Зруйнована школа № 6 у Мерефі після російського ракетного удару

17 березня 2022 року близько 3:30 ранку військовослужбовці РФ здійснили обстріл міста Мерефи Харківського району, внаслідок чого зруйновано загальноосвітню школу та будинок культури. Загинуло 15 осіб. Поранено 25 осіб, 10 з них знаходяться у важкому стані.
У березні 2025 року російські безпілотники знищили нафтопереробний завод у Мерефі

## Населення

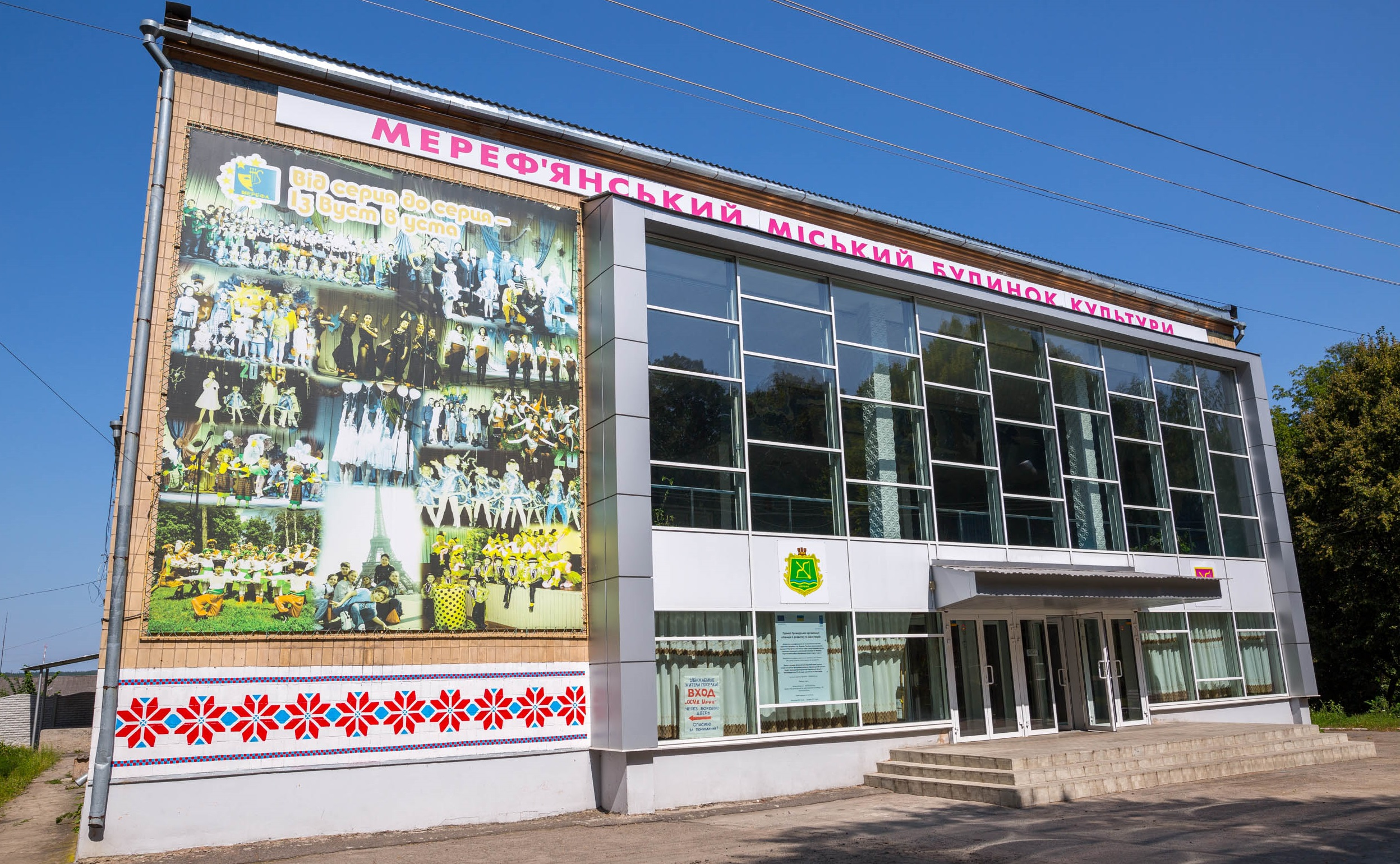
Будинок культури

### Кількість
- 2001 — 25 135 осіб[33]
- 2022 — ▼21 202 осіб[34]
- 2023 — ▼20 417 осіб[2]

### Національний склад
Національний склад населення за даними перепису 2001 року:
| Національність  | Відсоток |
| --------------- | -------- |
| українці        | 85,20 %  |
| росіяни         | 12,65 %  |
| роми            | 0,62 %   |
| білоруси        | 0,25 %   |
| вірмени         | 0,20 %   |
| грузини         | 0,14 %   |
| татари          | 0,10 %   |
| інші/не вказали | 0,84 %   |

### Мовний склад
Рідна мова населення за даними перепису 2001 року:
| Мова            | Чисельність, осіб | Доля    |
| --------------- | ----------------- | ------- |
| Українська      | 19 660            | 78,22 % |
| Російська       | 5 269             | 20,96 % |
| Ромська         | 33                | 0,13 %  |
| Вірменська      | 33                | 0,13 %  |
| Білоруська      | 13                | 0,05 %  |
| Румунська       | 3                 | 0,01 %  |
| Польська        | 3                 | 0,01 %  |
| Угорська        | 2                 | 0,01 %  |
| Інші/Не вказали | 119               | 0,48 %  |
| Разом           | 25 135            | 100 %   |

## Транспорт
Місто пов'язане залізницею (станція Мерефа) з містами Харків, Південне, Люботин, Зміїв, Златопіль, Лозова, Берестин за допомогою приміських потягів. Пасажирські потяги в Мерефі переважно не зупиняються. Існує також автобусне сполучення з Харковом та іншими містами України.

## Релігія

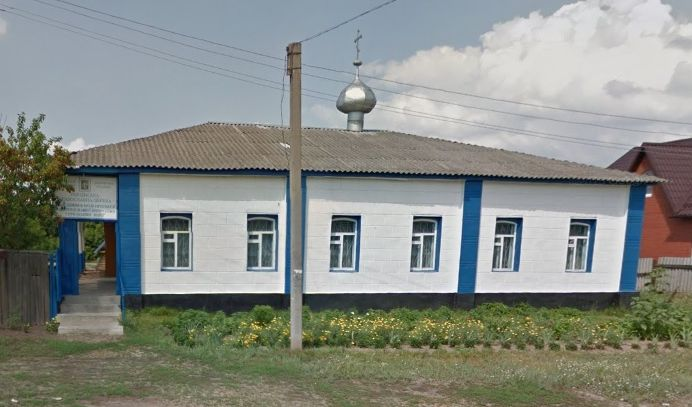
Храм введення пресвятої Богородиці ПЦУ

### Каплиця
Католицька каплиця Матері Божої Чудотворного Медальйона — облаштована у звичайному будинку. 8 грудня 2006 року єпископ Мар'ян Бучек освятив дзвіницю поруч, а 17 травня 2009 — хрест на місці майбутнього храму поблизу. З 2006 року проводяться чування молоді.
Каплицю обслуговують священники парафії Божого Милосердя і св. Шарбеля у Харкові на Рогані. Святі Меси — російською у неділю о 10.00 та протягом тижня в 07.30. Храмові свята — 8 грудня (Непорочного Зачаття Пресвятої Діви Марії) та 16 травня (святого Андрія Боболі).

## Пам'ятки

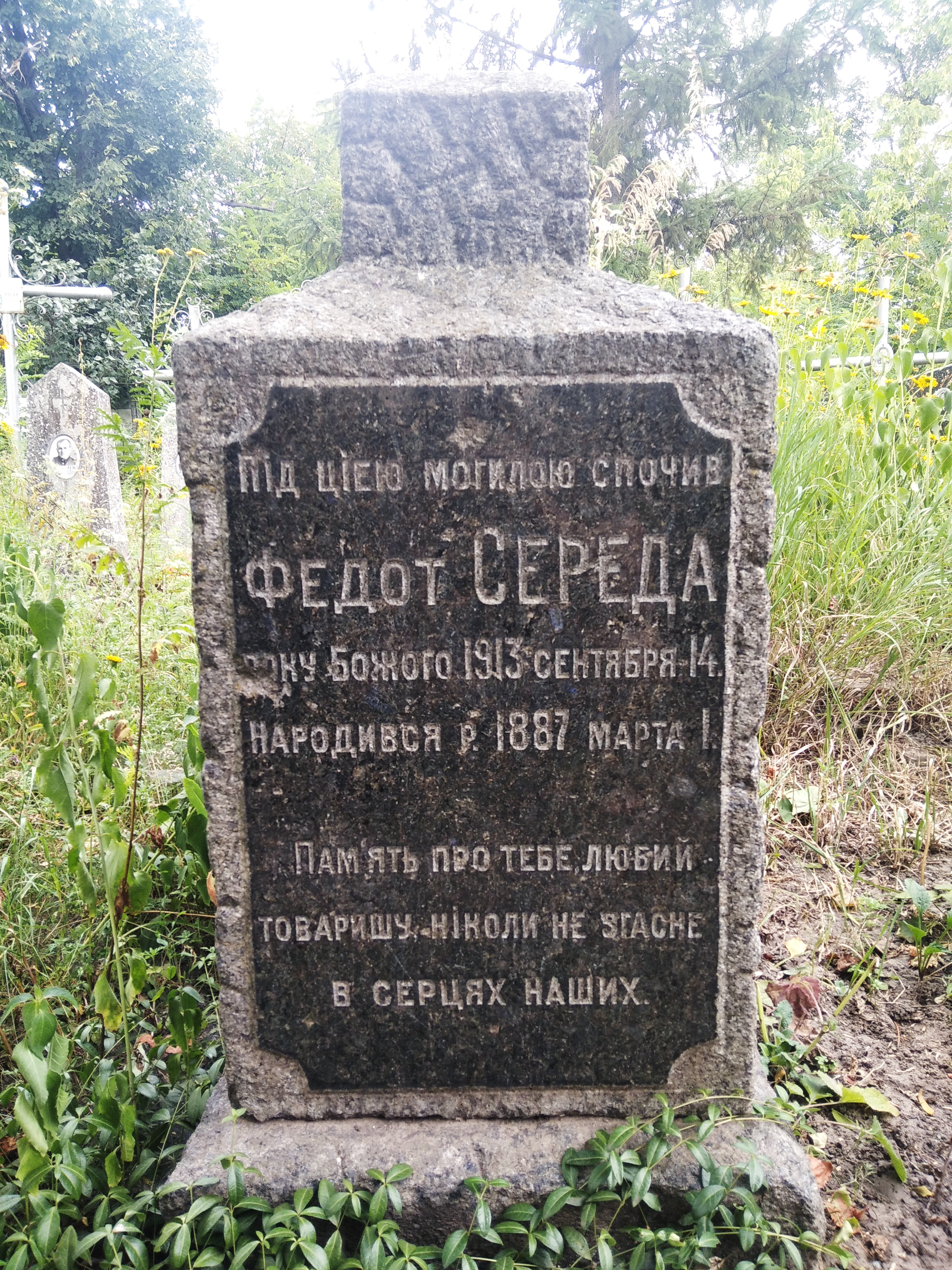
Пам'ятник Федоту Середі у Мерефі

- Пам'ятник Івану Сірку на центральній площі.
- Храм і цілюща «чудодійна» купіль на місці отримання ікони Озерянської Божої Матері (село Озеряна за околицею Мерефи)
- Приватний етномузей — старовинна Українська хата, вік якої 270 років без реконструкції (село Озеряна, біля Озерянського храму і купелі).
- Заплава річки Мжа — унікальна біосферна територія з рідкісними видами водно-болотних птахів і рослин — проєктується створення Регіонального (або Національного) ландшафтного парку.
- Братська могила Жертв Голодомору 1932—1933 років у Сухоярському лісі.
- «Бельгійські будинки» — квартал двоповерхових будинків унікальної архітектури, побудованих в 1911 році за бельгійським проєктом для співробітників скляного заводу, які приїхали з Бельгії. Єдині у своєму роді на сході України, розташовані поруч з вокзалом (на стороні заводу).
- Пам'ятка архітектури — приміщення СШ № 1 (1914, імовірно, архітектор Б. Корнієнко).
- Братська могила Жертв більшовицького терору в Мерефі. Поховання 1919-го року. Шевченківське кладовище.
- Пам'ятник Федоту Середі (1887—1913) Встановлений у період з 1913—1918 рр. Напис на пам'ятнику українською мовою, що є досить унікальним явищем того часу. Шевченківське кладовище.

«Бельгійські будинки»
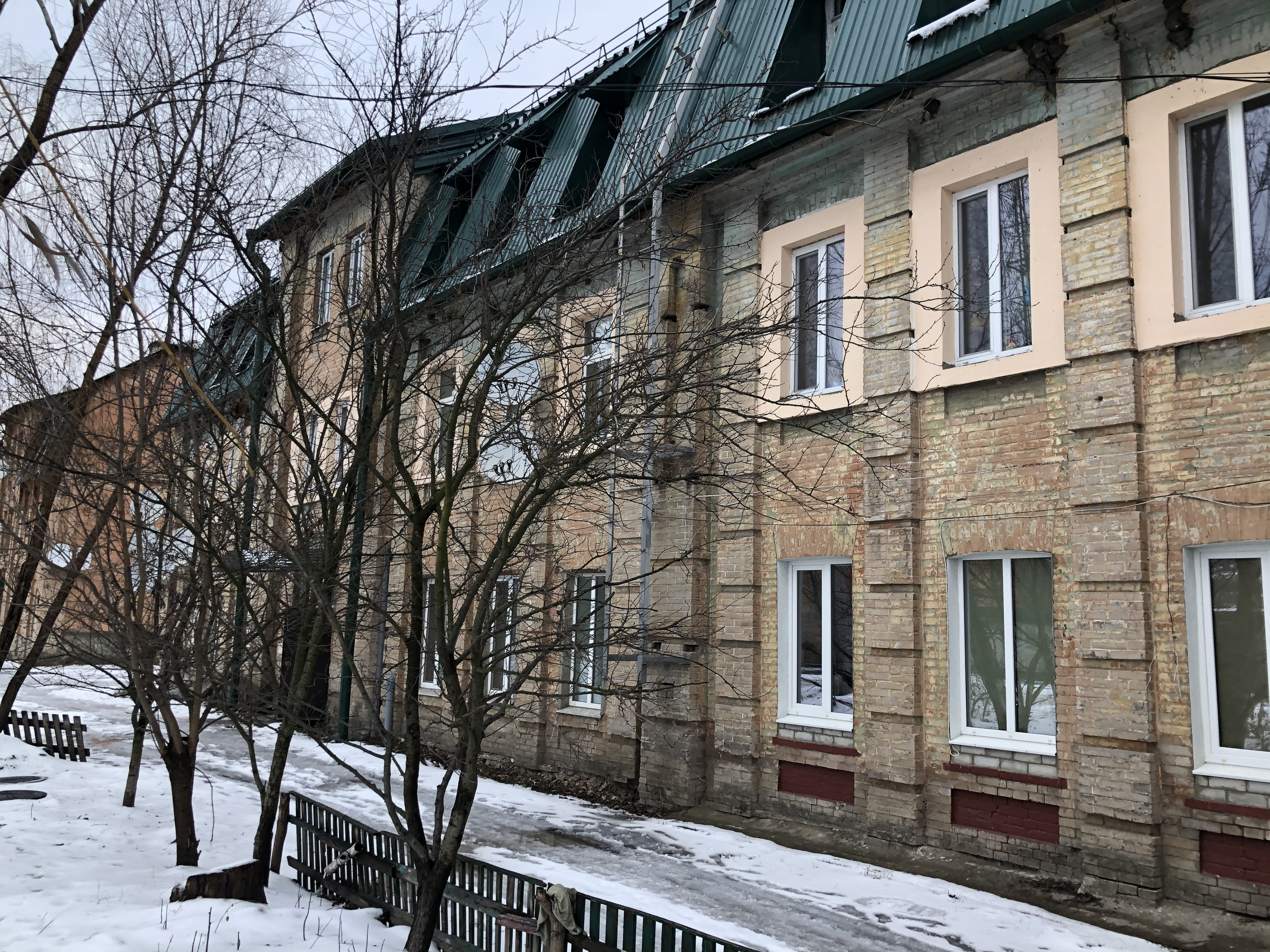
Вид з вулиці(Бельгійські будинки)
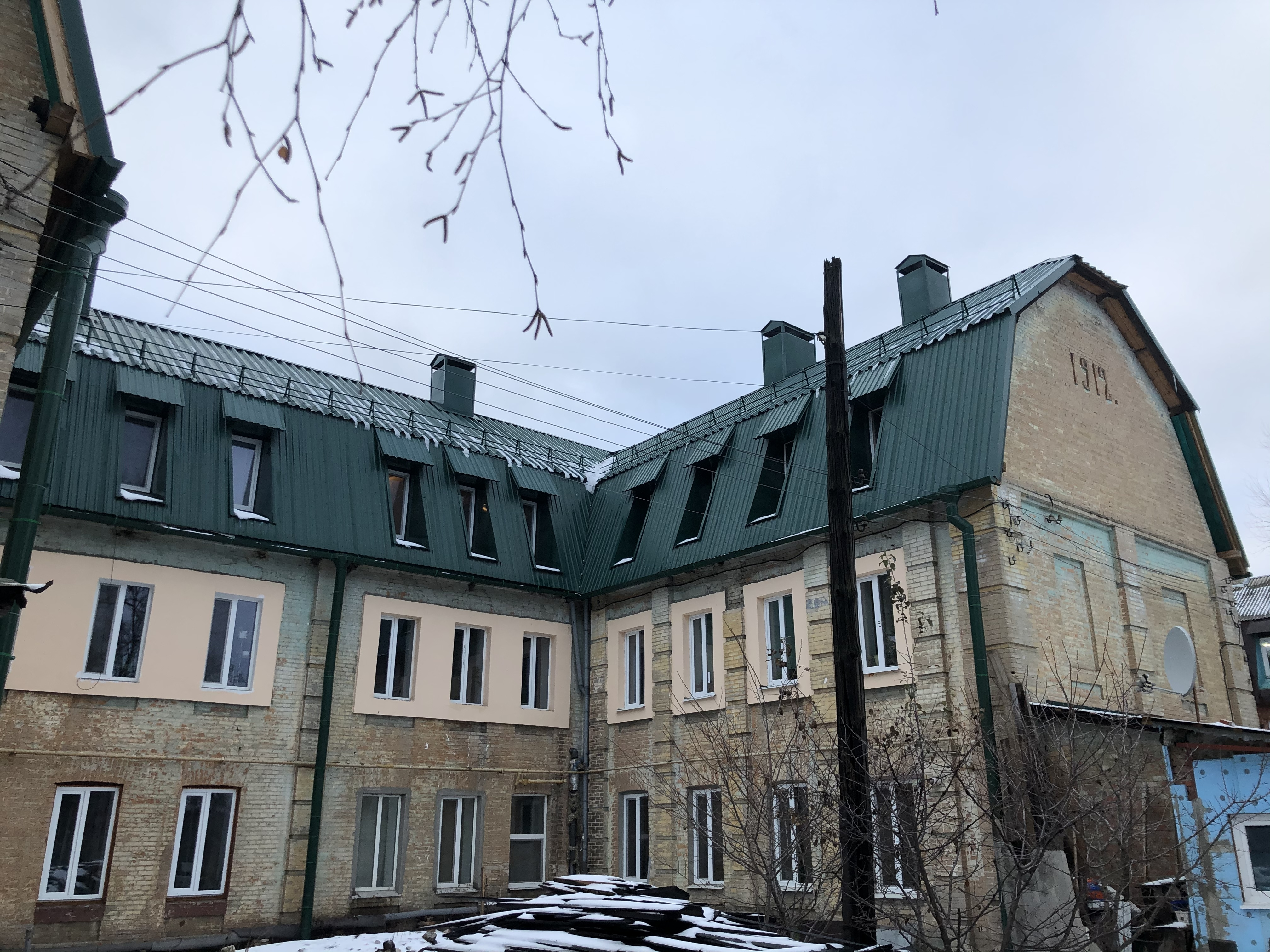
Вид з двору(Бельгійські будинки)
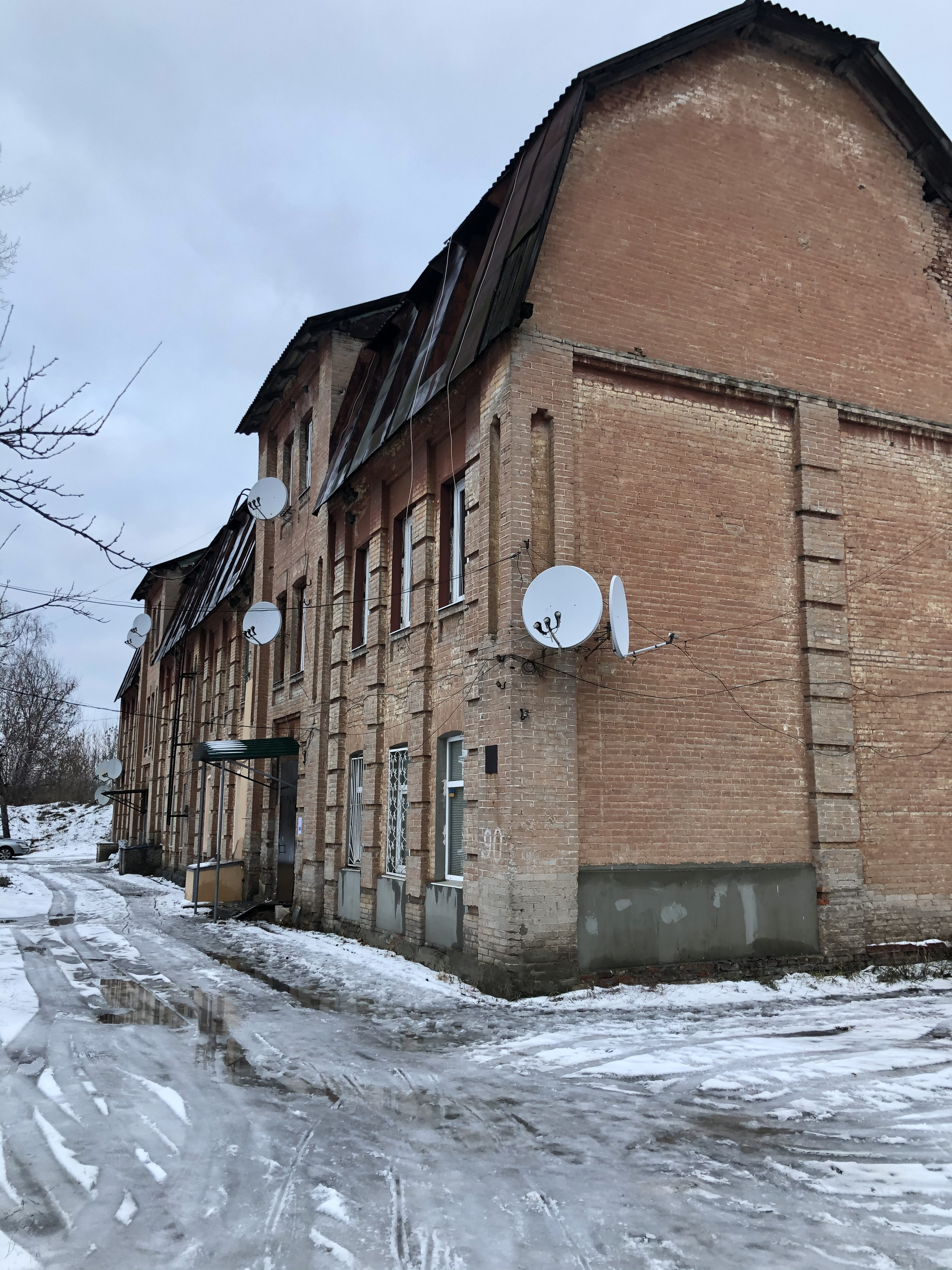
Вид збоку(Бельгійські будинки)
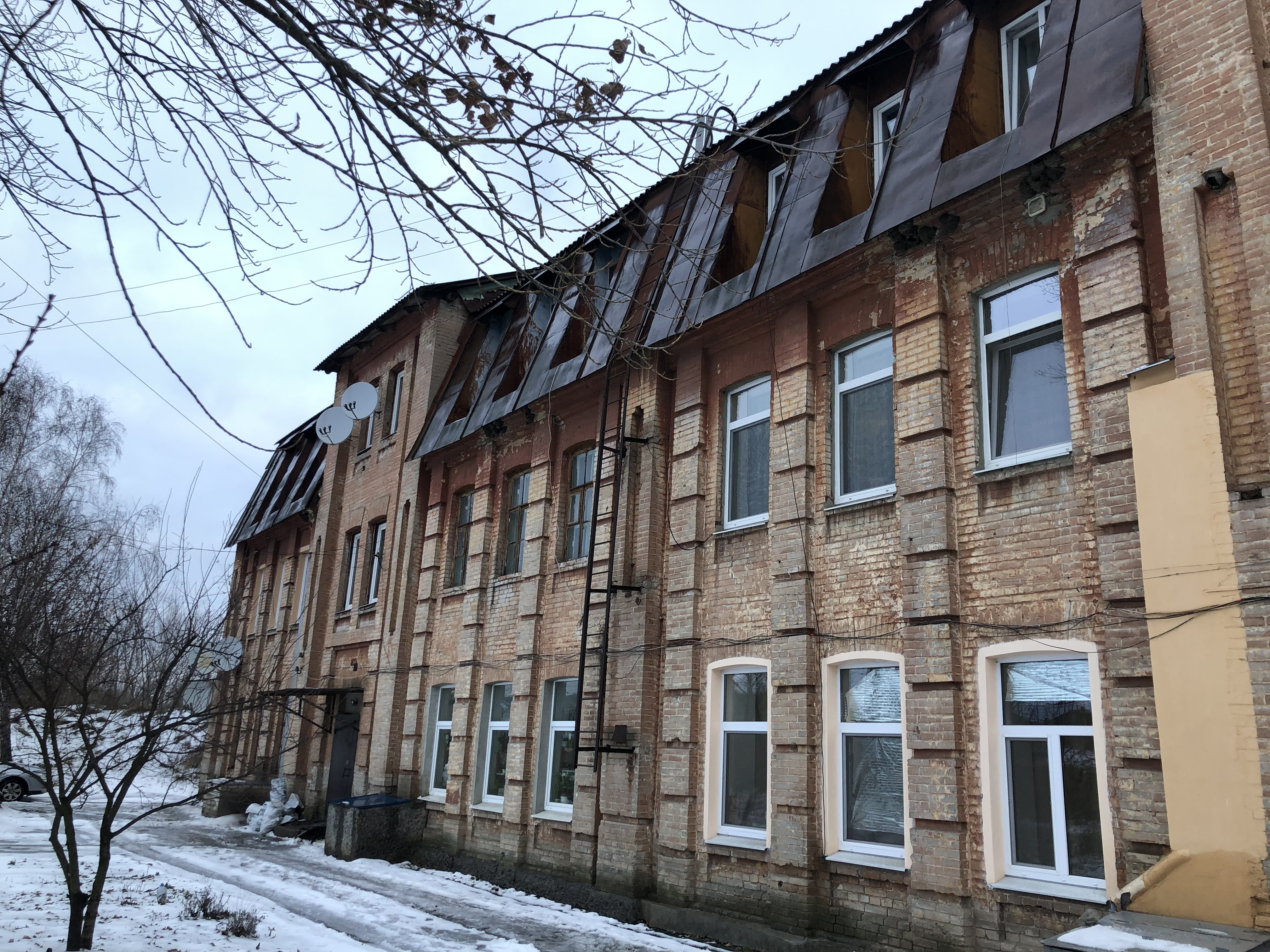
Другий будинок з ансамблю, вид з вулиці(Бельгійські будинки)
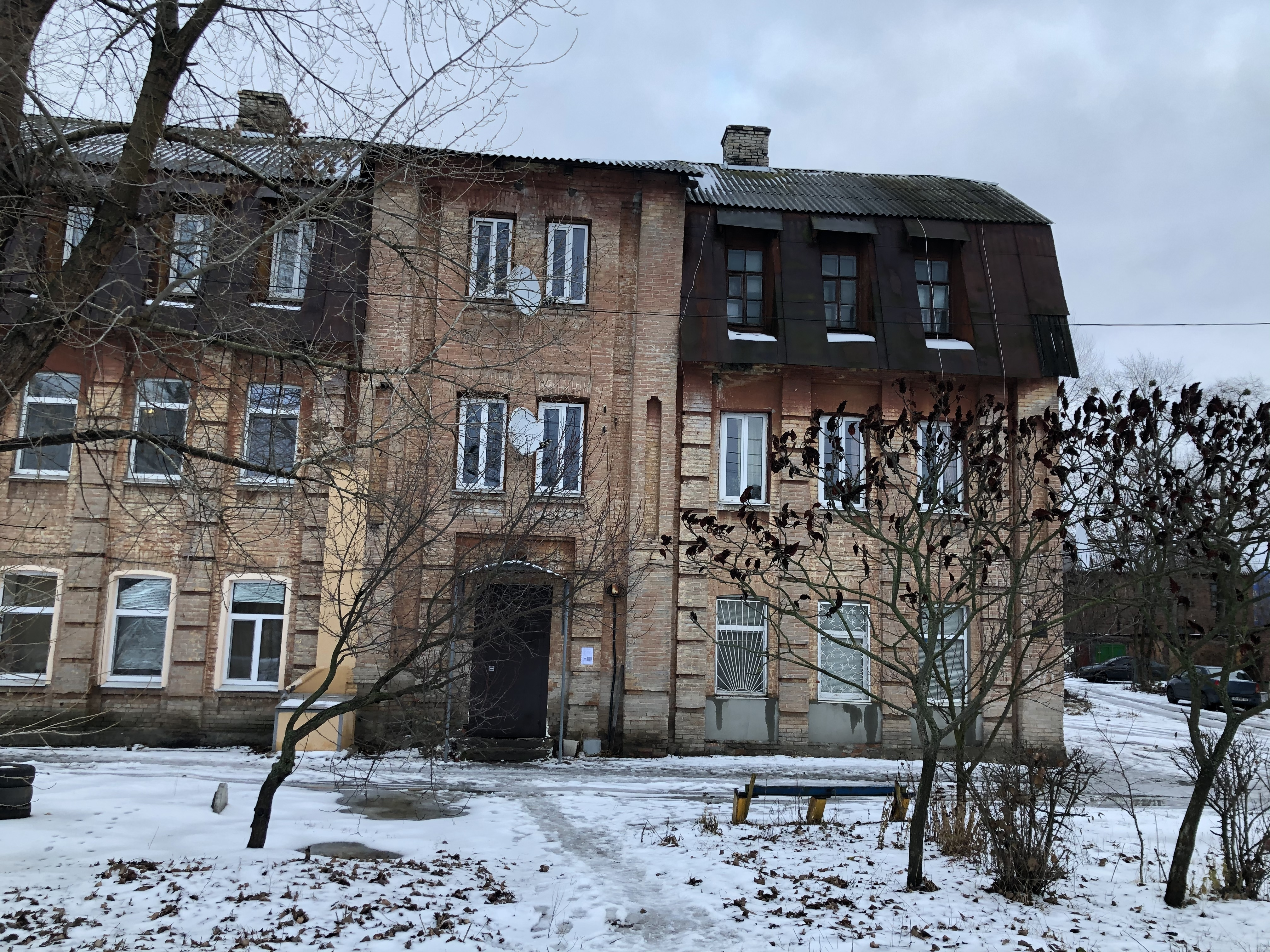
Загальний вигляд

Місцева школа
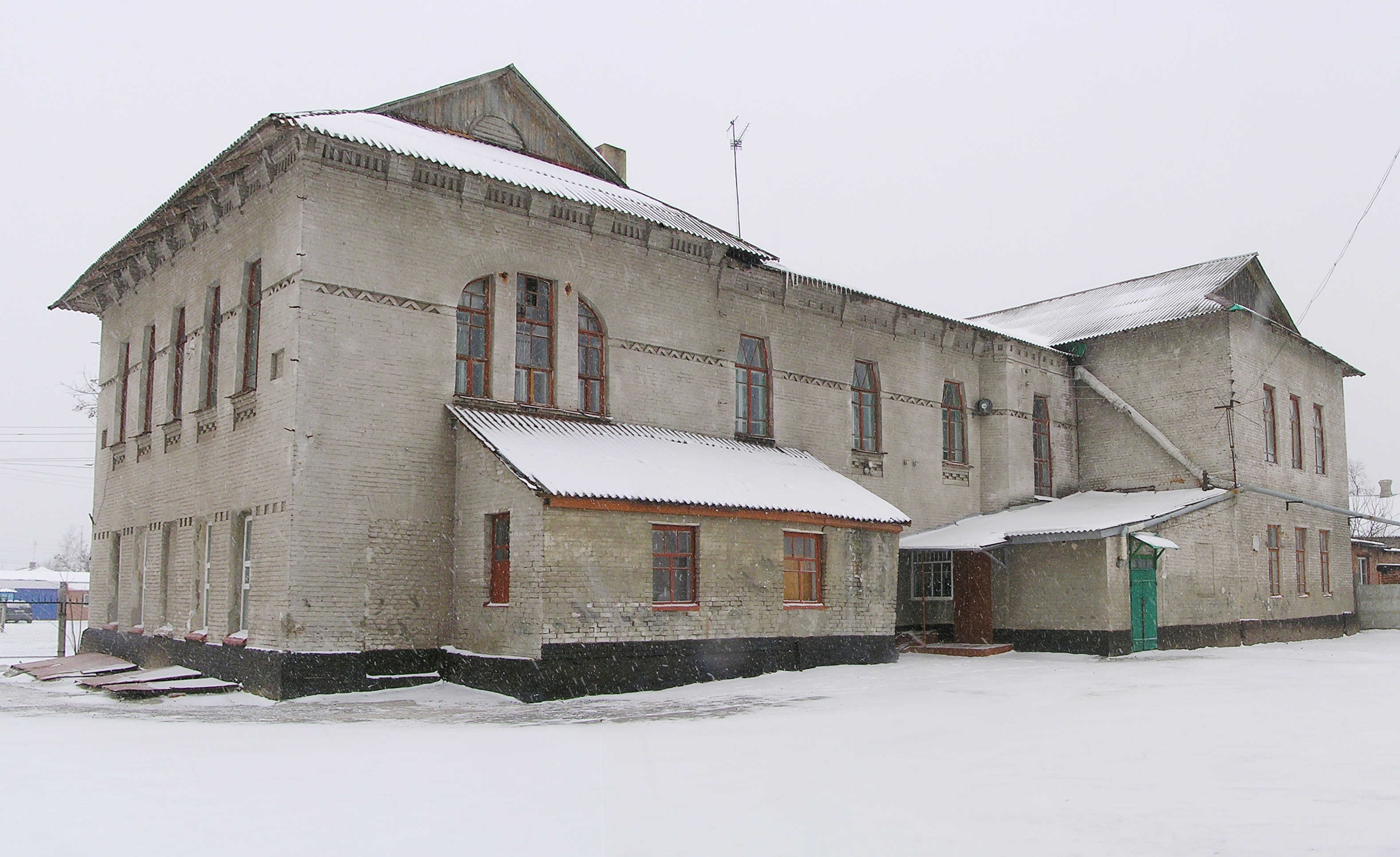
Товариство споживацьке (сучасне використання — школа)
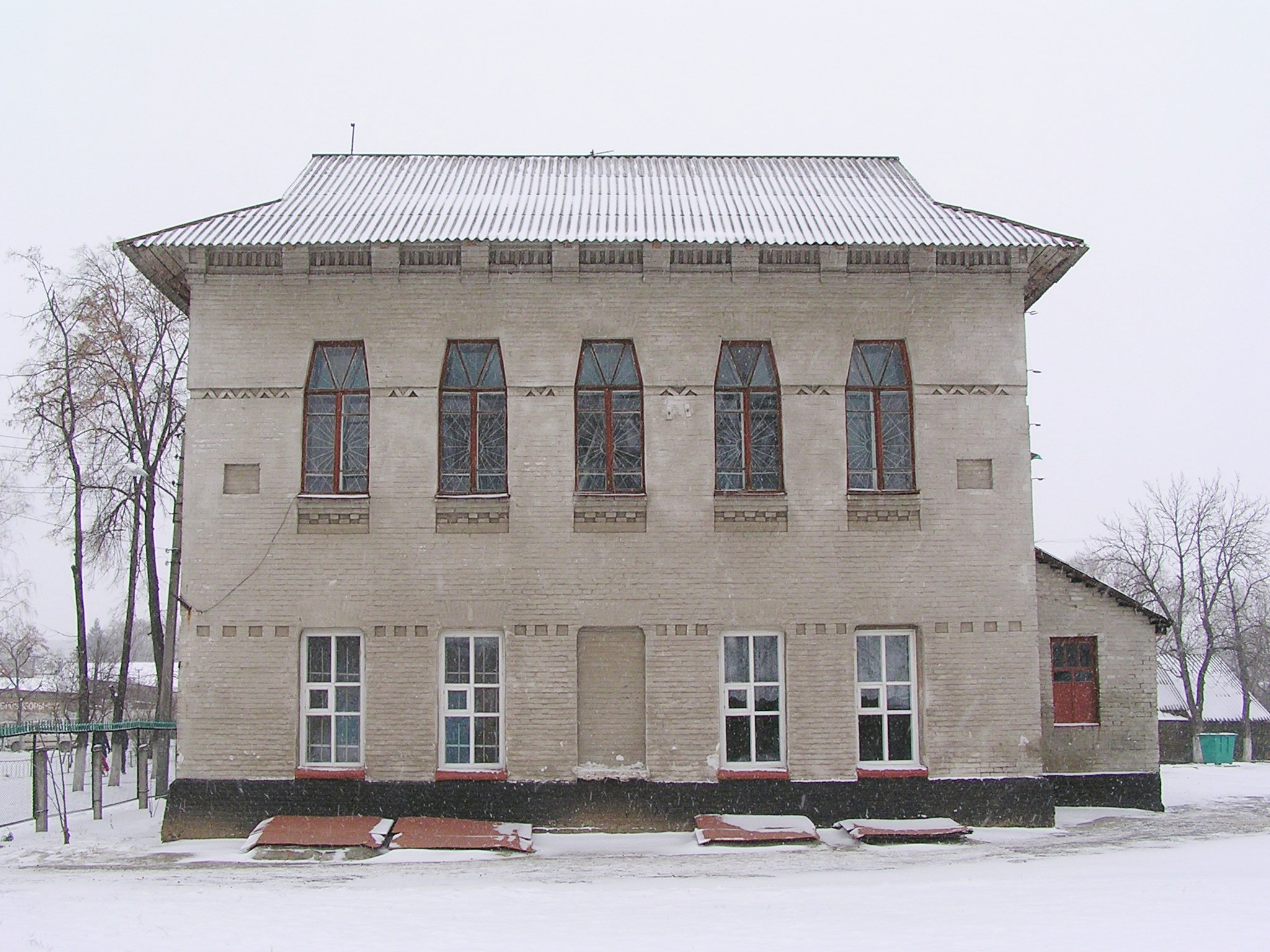
Вид збоку
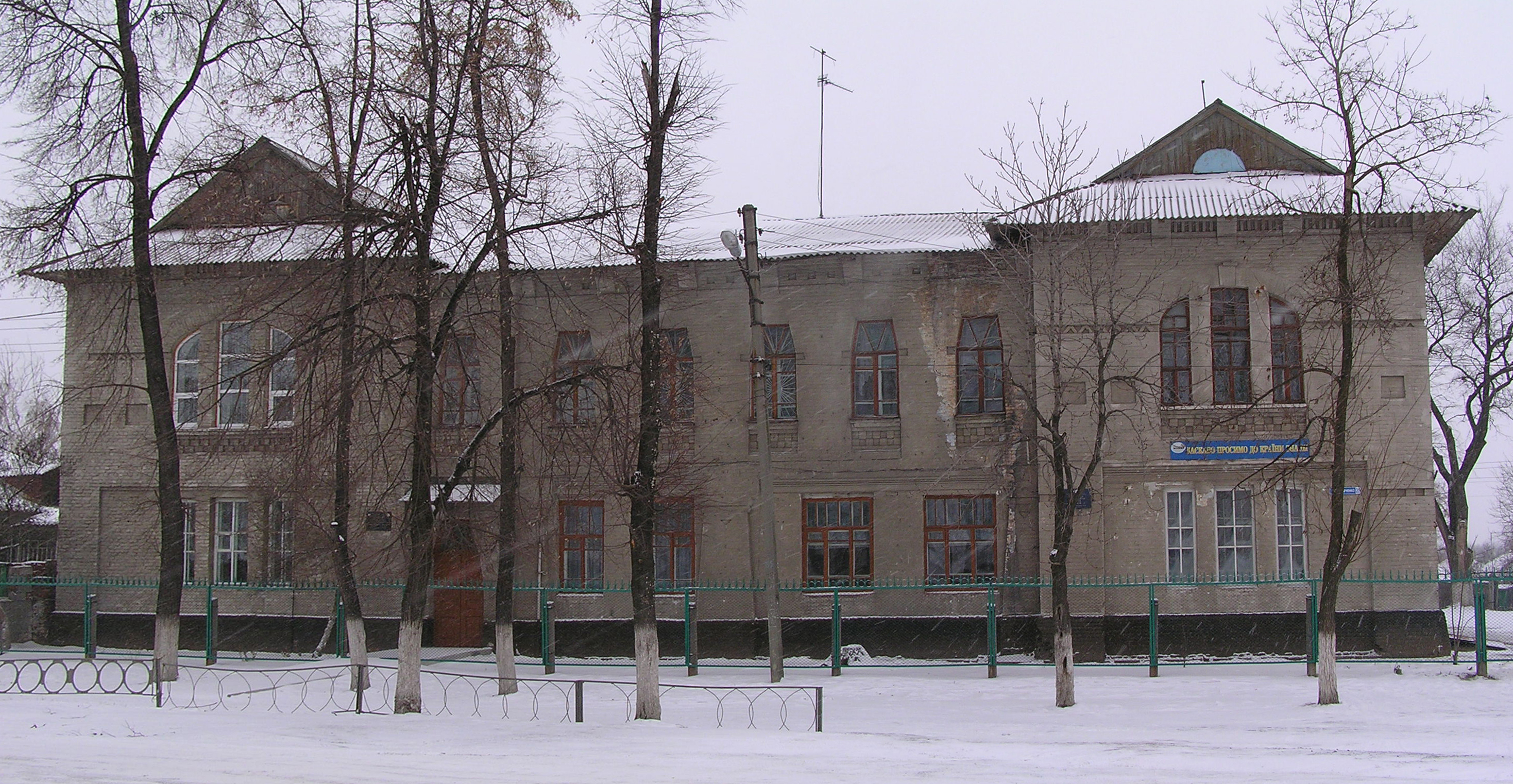
Центральний вхід

## Відомі люди

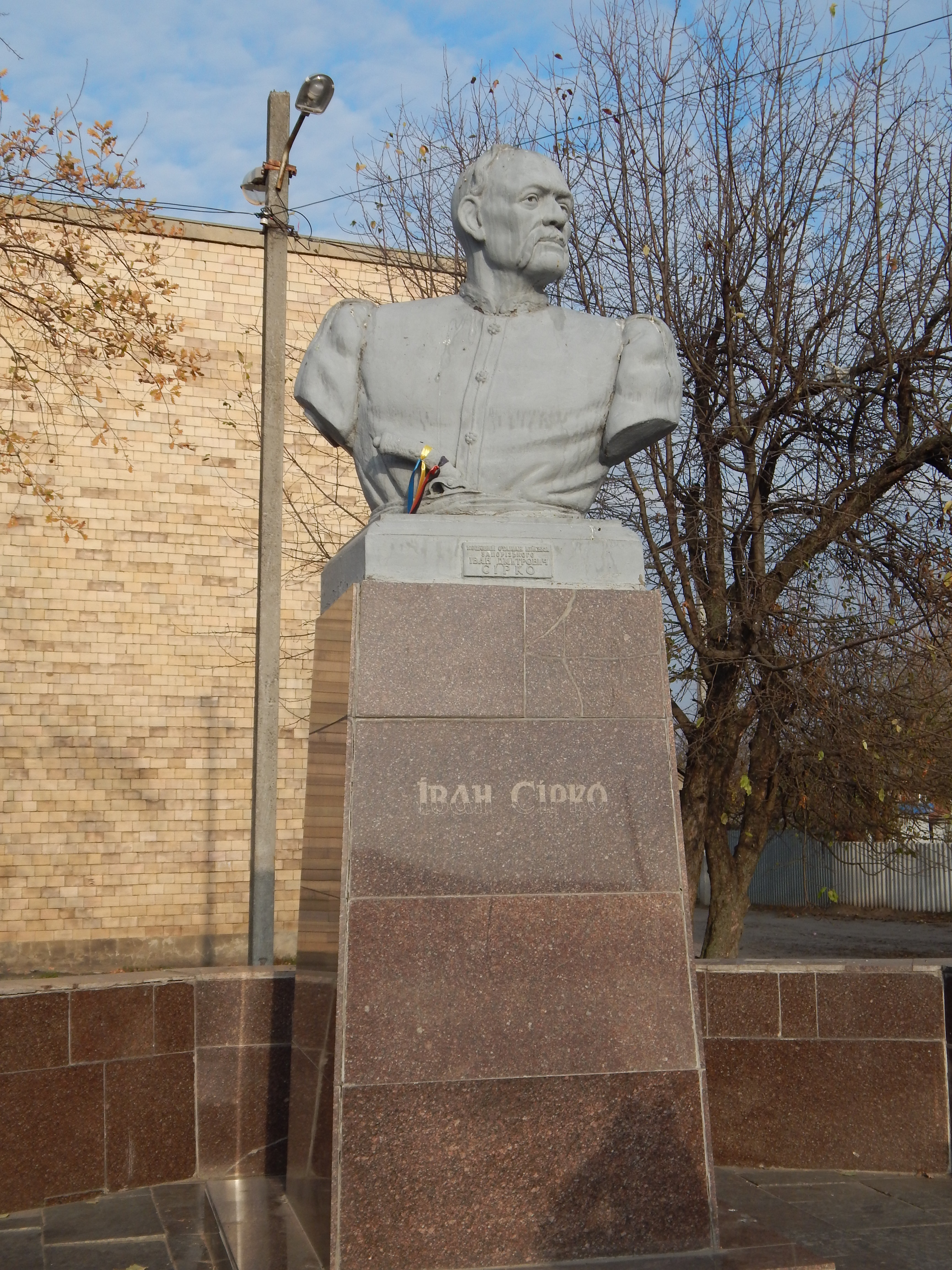
Погруддя Івану Сірку на центральній площі в Мерефі

- Іван Сірко. Припускають що він родом з Мерефи. Брав участь у заселенні цих місць. Проживав на території нинішнього мікрорайону Артемівка, яка була його родовим маєтком. В деяких літописах Мерефа навіть називалася Сірківкою. Хоча сьогодні деякі дослідники факт народження в Мерефі спростовують, докази про те, що Сірко тривалий час разом із сім'єю тут жив — є незаперечними.
- Байбак Петро Трохимович — український політичний та громадський діяч, член ОУН(м)[37]. Шеф Харківського району та голова міста Мерефи за часів німецької окупації в період з 1941 по 1943 роки[38]
- Винник Теодор — український військовий та громадський діяч. За деякими джерелами народився у Мерефі[39].
- Даниленко Марко — кобзар
- Демченко Віталій Григорович — поет, перекладач, член НСПУ.
- Жалко-Титаренко Порфирій Дмитрович — український художник.
- Катрич Віктор Олександрович — учений у галузі теоретичної та прикладної електродинаміки і теорії електромагнітного поля, доктор фізико-математичних наук, професор, перший проректор з наукової роботи Харківського національного університету імені В. Н. Каразіна, академік Академії наук вищої школи України, відмінник освіти України, лауреат Державної премії України в галузі науки і техніки, заслужений діяч науки і техніки України.
- Овчаренко Дмитро Павлович — заслужений діяч мистецтв УРСР.
- Погорілий Юрій Вікторович (1976—2022) — підполковник Збройних сил України, учасник російсько-української війни.
- Приходько Володимир Іванович (1933—2023) — радянський актор, знявся більш ніж у 50-ти фільмах, визнаний майстер епізоду. П'ятірка найвідоміших фільмів за участю Приходька: «Операція „И“ та інші пригоди Шурика» (1965), «Трактир на П'ятницькій» (1977), «Війна і мир» (1965—1967), «Джентльмени удачі» (1971), «Народжена революцією» (1977).
- похований Рижов Станіслав Анатолійович (1970—2015) — солдат Збройних сил України, учасник російсько-української війни.
- Храмов Ігор Валерійович — український балетмейстер і педагог, керівник балету Львівського національного академічного театру опери та балету імені Соломії Крушельницької, народний артист України.
- Чеверда Віктор Михайлович (* 1960) — український ортопед-травматолог; заслужений лікар України.
- Шевченко Тарас Георгійович — український живописець, художник театру, Заслужений діяч мистецтв України. Провів дитинство у Мерефі.
- Щит Костянтин Мусійович (1897—1966) — український співак, музикант, композитор, військовий. Сотник Армії УНР. Тенор Української республіканської капели (з 1922 року). У межах Американського туру 5 жовтня 1922 року в Нью-Йорку, в престижному концертному залі Карнеґі-хол капела виконала прем'єру а капели «Щедрик» Миколи Леонтовича за участі Щита. Згодом «Щедрик» отримав світову популярність. Служив в Окремій старшинській сотні 2-ї Волинської стрілецької дивізії, Дієвої Армії УНР, перебував у таборі для інтернованих в Польщі. 30 січня 1922 року керівник капели Олександр Кошиць взяв із собою у закордонне турне Щита, прямо з таборів інтернованих українських вояків.[40][41].

## Цікаві факти
- В Харківській газеті «Южный край» за 4 лютого 1894 року є дивна стаття про Мерефу. Волосний суд розглядав справу двох селянок: Тетяни Оніщенкової та Олександри Буряківської, де остання звинувачувала Оніщенкову в розповсюджені пліток щодо неї. Оніщенкова стверджувала, що до Буряківської по ночах літає «змій»[42].
- В кінці 30-х років XX століття в дитячому санаторії (зруйнований під час Другої світової війни) у Мерефі працював бухгалтером колишній хорунжий Армії УНР — Федір Бульбенко, але не довго: згодом його заарештовує Харківське НКВС[43].
- Восени 1942 року до Мерефи переїхав відомий український письменник Олексій Варавва. На той час, посадник Мерефи, Петро Трохимович Байбак, запропонував Варавві посаду директора школи в місті. Варавва погодився, але перебування письменника в Мерефі було недовгим[44].

## Символіка

### Гімн
В перехресті доріг Слобожанського краю: Над віками стоїть ця Сіркова земля,
Боронила людей, відбивала навали — : То МЕРЕФА моя, Батьківщина моя.
Ви МЕРЕФУ любіть, як дитину, як неньку: За надійність її, білопінну красу,
Вирушаючи звідси в життєве безмежжя,
Повертайтесь скоріш у МЕРЕФУ святу!
Найдорожче тепер в нашім рідному домі — : Найдорожчим було в стародавні часи.
Це ті люди, що завжди ставали стіною,
Боронили МЕРЕФУ, для нас зберегли.
Дим слобідських часів, щем церковного дзвону: Завітає до нас з ЗАБОРЯНКИ на мить,
Він приймає в обійми вокзал, ОБОЛОНУ-
Чуєш, пісня козацька у місті дзвенить.
Пробігають літа, мов сузір'я, по степу,
Але вічне завжди треба нам зберегти:
Нашу славу козацьку, цю рідну МЕРЕФУ: І надію у серці з собою нести.
Ви, МЕРЕФУ любіть, як ту матір стареньку,
За надійність її, та величну красу,
Вирушаючи звідси в життєве безмежжя: Повертайтесь частіш у МЕРЕФУ святу!